# Anomaloglossus leopardus
Espèce
Anomaloglossus leopardus est une espèce d'amphibiens de la famille des Aromobatidae.

## Répartition
Cette espèce est endémique du Suriname. Elle se rencontre à 480 m d'altitude sur le versant Sud-Est du mont Apalagad

## Publication originale
- Ouboter & Jairam, 2012 : Amphibians of Suriname. Fauna of Suriname, Brill Academic Publishers, p. 1-376.